# Obvodnyj kanal

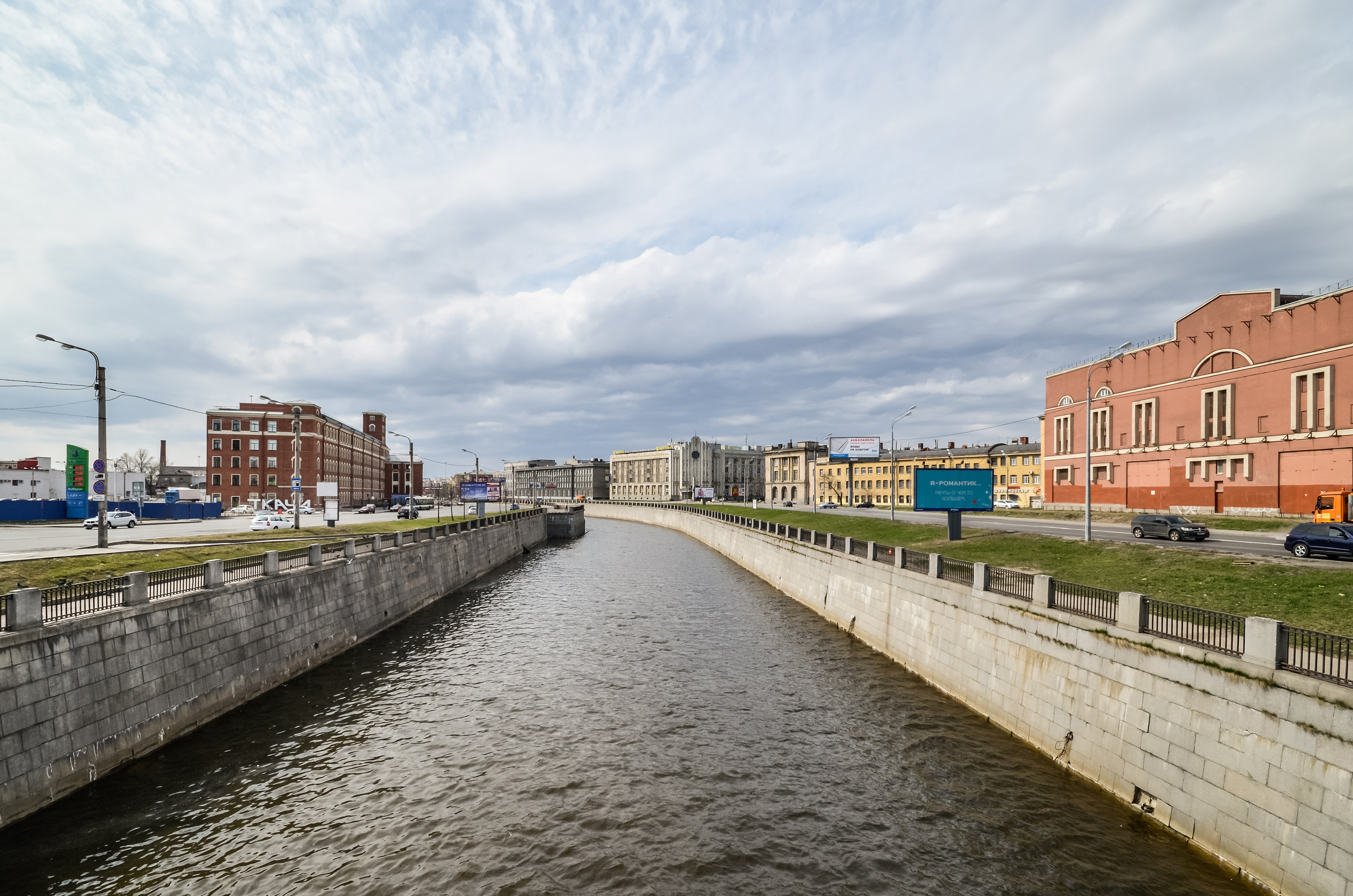

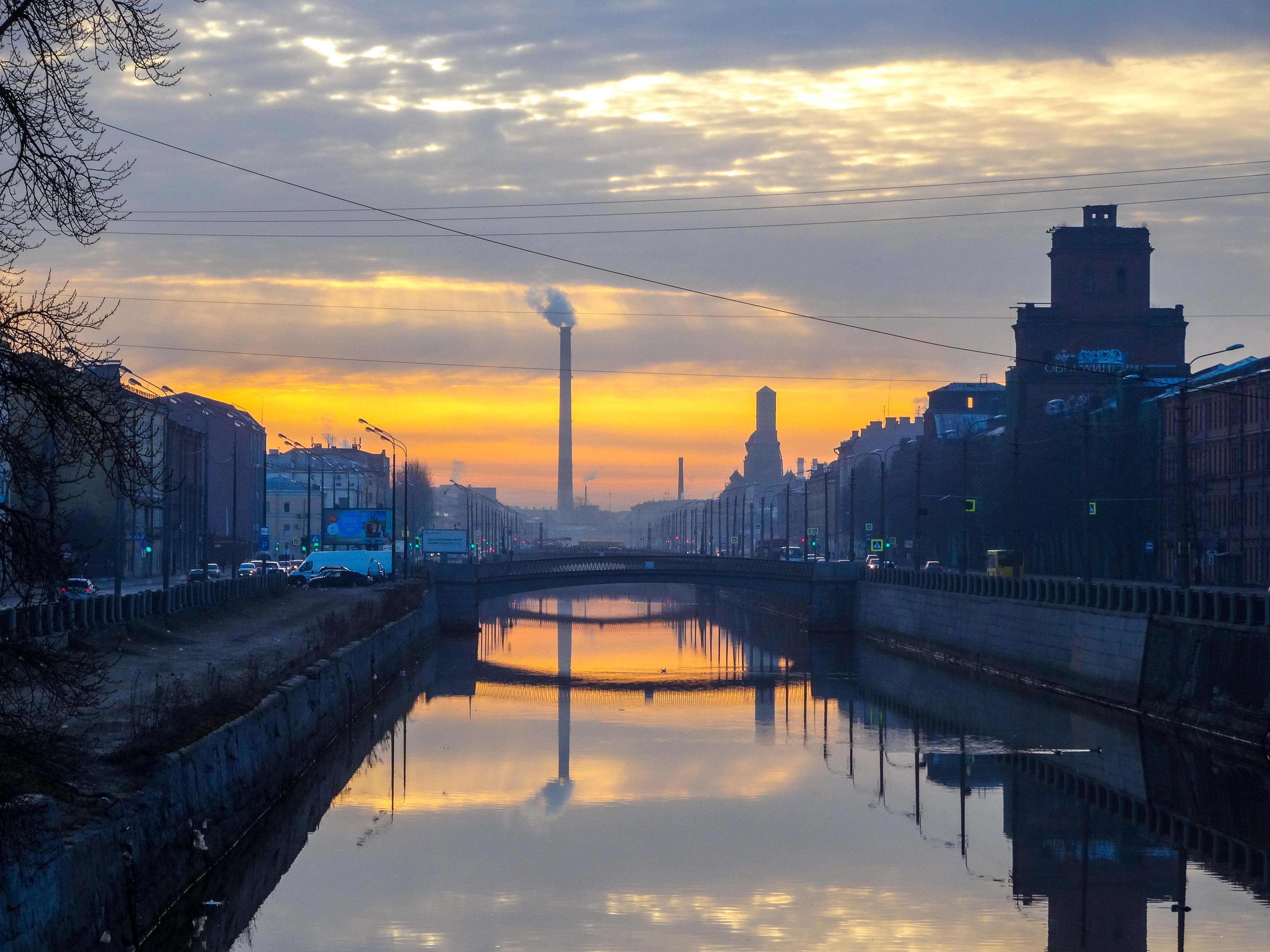

Obvodnyj kanal (in russo Обво́дный кана́л?) è il maggior canale di San Pietroburgo.
Lungo 8,08 chilometri, scorre dalla Neva, nei pressi del Monastero di Aleksandr Nevskij, fino al fiume Ekateringofka (Екатерингофка).